# Agonita kerintjica
Agonita kerintjica is een keversoort uit de familie bladkevers (Chrysomelidae). De wetenschappelijke naam van de soort werd in 1928 gepubliceerd door Uhmann.